# Brickeberg

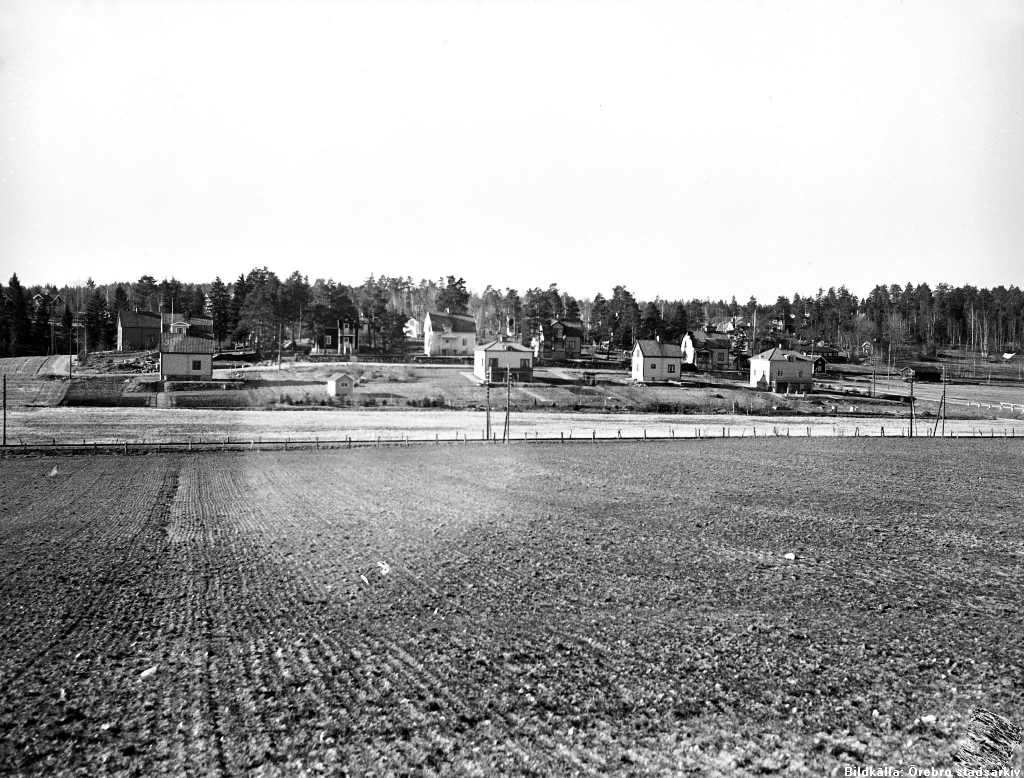
Brickeberg år 1943. I förgrunden ses den smalspåriga järnvägen till Pålsboda, nedlagd 1962. Vägen till höger är gamla Norrköpingsvägen, numera Åstadalsvägen.

Brickeberg är ett villaområde i Örebro och ligger cirka fyra kilometer sydost om stadskärnan. Området har växt upp längs gamla landsvägen mot Norrköping. Före 1943 tillhörde Brickeberg Almby landskommun.

## Historia
Strax norr om Brickeberg ligger en förkastningsbrant som skiljer området från de centrala delarna av Örebro. I backen låg tidigare torpet Brickan, nämnt sedan 1630-talet. Detta var ett oskattlagt torp under Mark. Torpet har givit namn åt själva sluttningen, som senare givit namn åt villaområdet. Förledet brick- kommer av ordet brink, som betyder liten backe.
Villaområdet har fått namnet Brickeberg sedan Brickebackens bostadsområde byggdes under 1969-1973. Tidigare fanns en hoppbacke i området, som flitigt användes av skolungdomarna. Årligen anordnade Almby IF, tillsammans med "Tottas sportaffär, en skidtävling på våren "Kalvhagsloppet", en hopptävling i kombination med längdåkning i Markaskogen. Från början var Brickebacken benämningen på upp(ned)försbacken över sluttningen på vägen ut mot Gällersta socken. Namnet användes sedan till det nya bostadsområdet ca 1 km söderut.

## Markaskogen
Se Markaskogens naturreservat. Villaområdet gränsar till den kuperade Markaskogen, där det finns flera belysta motionsspår, mountainbikebanor och under vintern preparerade skidspår. Ljungstugan vid Brickebergsmasten är utgångspunkt för spåren och i klubbstugan arrangeras orienteringstävlingar, cykeltävlingar och många andra aktiviteter.